# Bahnhof Berlin Warschauer Straße
Der Bahnhof Berlin Warschauer Straße ist eine Umsteigestation im Berliner Ortsteil Friedrichshain. Der Bahnhof der S-Bahn befindet sich unterhalb der Warschauer Brücke. Südlich der Warschauer Brücke liegt der U-Bahnhof Warschauer Straße, Endbahnhof der an dieser Stelle als Hochbahn ausgeführten Strecke der U-Bahn.
Am Knotenpunkt Warschauer Straße, an dem neben der aus der westlichen Innenstadt kommenden U-Bahn auch die vom Frankfurter Tor kommende Straßenbahn endet, stiegen 2012 täglich mehr als 85.000 Menschen um.
Der U-Bahnhof und die anschließende Hochbahnstrecke stehen unter Denkmalschutz.

## Lage
Der Bahnhof liegt im Berliner Bezirk Friedrichshain-Kreuzberg im Ortsteil Friedrichshain an der Warschauer Straße, die in diesem Bereich auf der Warschauer Brücke über den Gleisen der Eisenbahn verläuft. Die Eisenbahnstation liegt am Streckenkilometer 1,33 (gezählt von Berlin Ostbahnhof) der östlichen Verlängerung der Berliner Stadtbahn, die sich weiter nach Osten in die Strecken der Ostbahn, Niederschlesisch-Märkischen Eisenbahn und Görlitzer Vorortbahn fortsetzt. Südlich der Warschauer Brücke liegt parallel zur Warschauer Straße gegenüber des Industriepalasts der U-Bahnhof.

## S-Bahnhof

### Geschichte

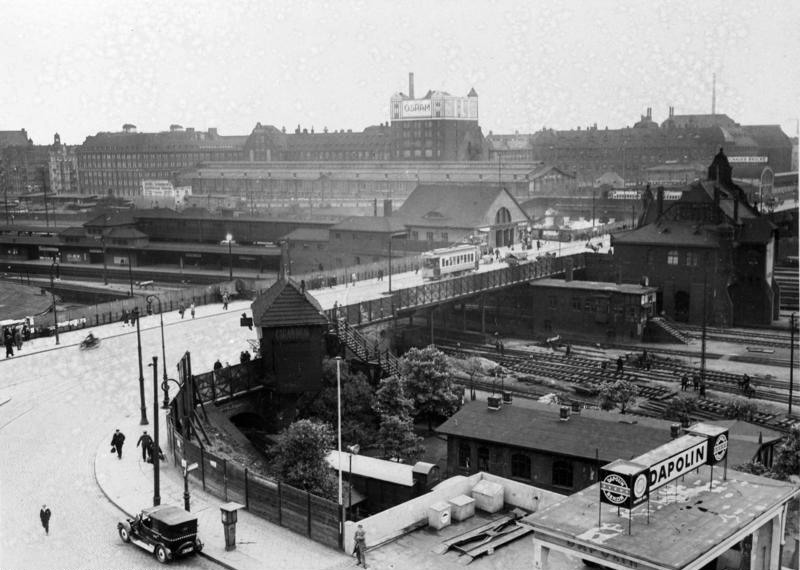
Warschauer Brücke und Bahnhof Warschauer Straße, 1930

Der S-Bahnhof Warschauer Straße befindet sich auf der östlichen Seite der Warschauer Brücke, mit Bahnsteigen an den an die Berliner Stadtbahn anschließenden S-Bahn-Strecken nach Erkner (Bahnsteig A) und nach Lichtenberg (Bahnsteig B). An dieser Stelle stand bereits von 1884 bis 1903 das erste Bahnhofsgebäude, das von 1903 bis 1924 von einem Gebäude an der gegenüberliegenden (westlichen) Seite der Brücke abgelöst wurde. Architekt dieses zweiten Bahnhofsgebäudes war Karl Cornelius. 1924 wurde am ursprünglichen Standort ein neues Empfangsgebäude gebaut, konstruiert von Richard Brademann. Mit der Zerstörung der Brücke 1945 wurde dieses Gebäude stark beschädigt und anschließend in veränderter Weise wiederaufgebaut.
Im Jahr 1983 wurde der Bahnhof modernisiert. Am 20. Dezember 1986 bekam er einen dritten Bahnsteig C, um insbesondere die Kapazität der Strecken aus den Neubaugebieten im Nordosten der Stadt (Neu-Hohenschönhausen und Marzahn) ins Stadtzentrum zu erhöhen. Dadurch bestand von einem Gleis Zugang zu zwei Bahnsteigen. Allerdings erfolgte zu keiner Zeit eine gründliche Instandsetzung der Anlagen. 
Während der Sanierung der Berliner Stadtbahn war der Bahnhof vom 1. Juni 1997 bis 15. Mai 1998 für ein Jahr Halt von Regionalzügen. Für die Sputnik-Züge nach Potsdam und die Regionalexpress-Züge nach Frankfurt (Oder) wurde ein provisorischer Bahnsteig südlich des S-Bahn-Gleise gebaut, der direkt von der Warschauer Brücke zugänglich war.
Ende 2004 mussten wegen akuter Baumängel Teile des maroden Empfangsgebäudes gesperrt werden. Das Empfangsgebäude und die Bahnsteigzugänge wurden anschließend bis April 2005 abgerissen. Provisorische Treppenanlagen ermöglichten seitdem den Zugang zu den Bahnsteigen der S-Bahn.

### Neubau

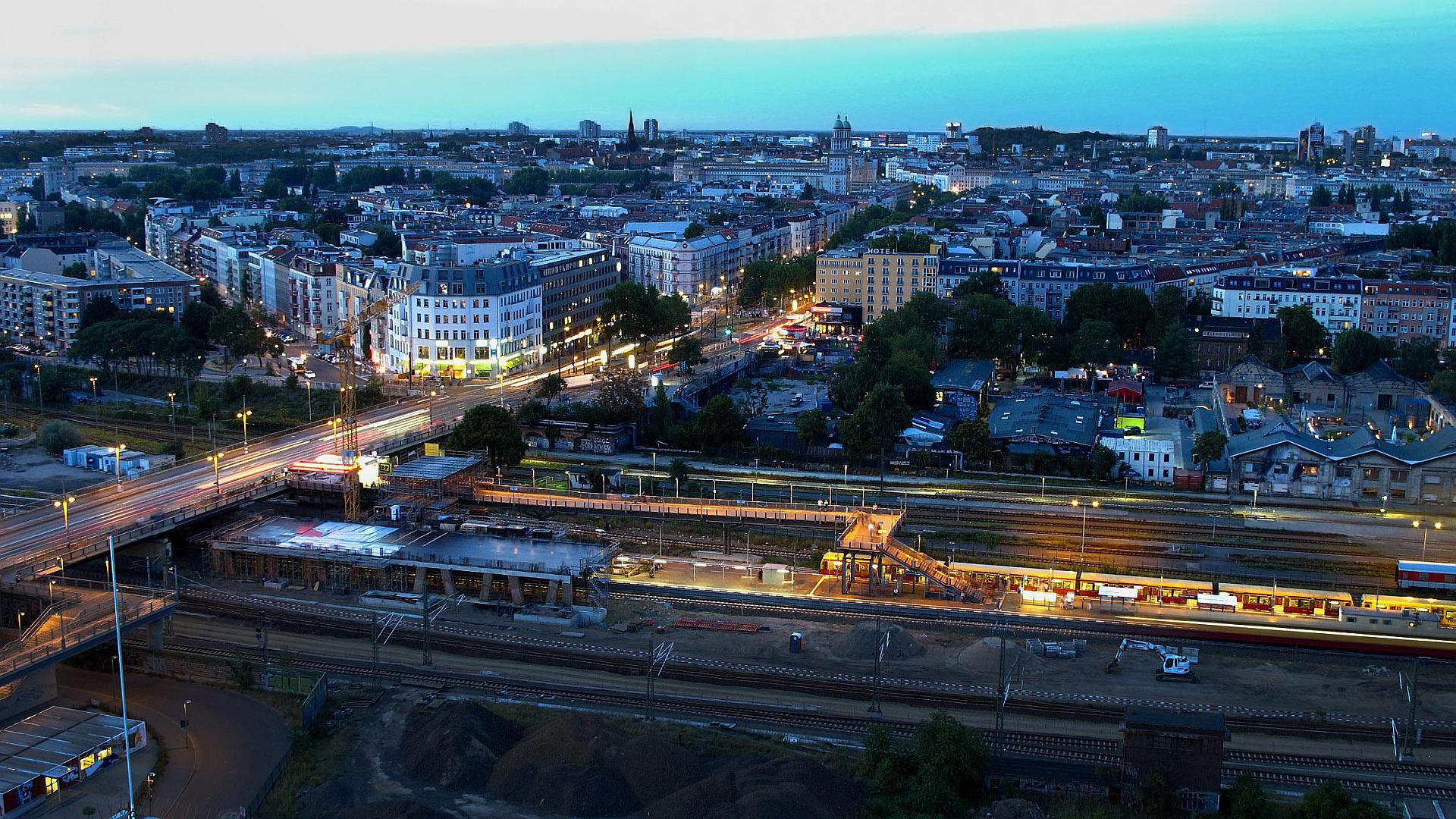
Baustelle S-Bahnhof Warschauer Straße aus der Vogelperspektive, 2015

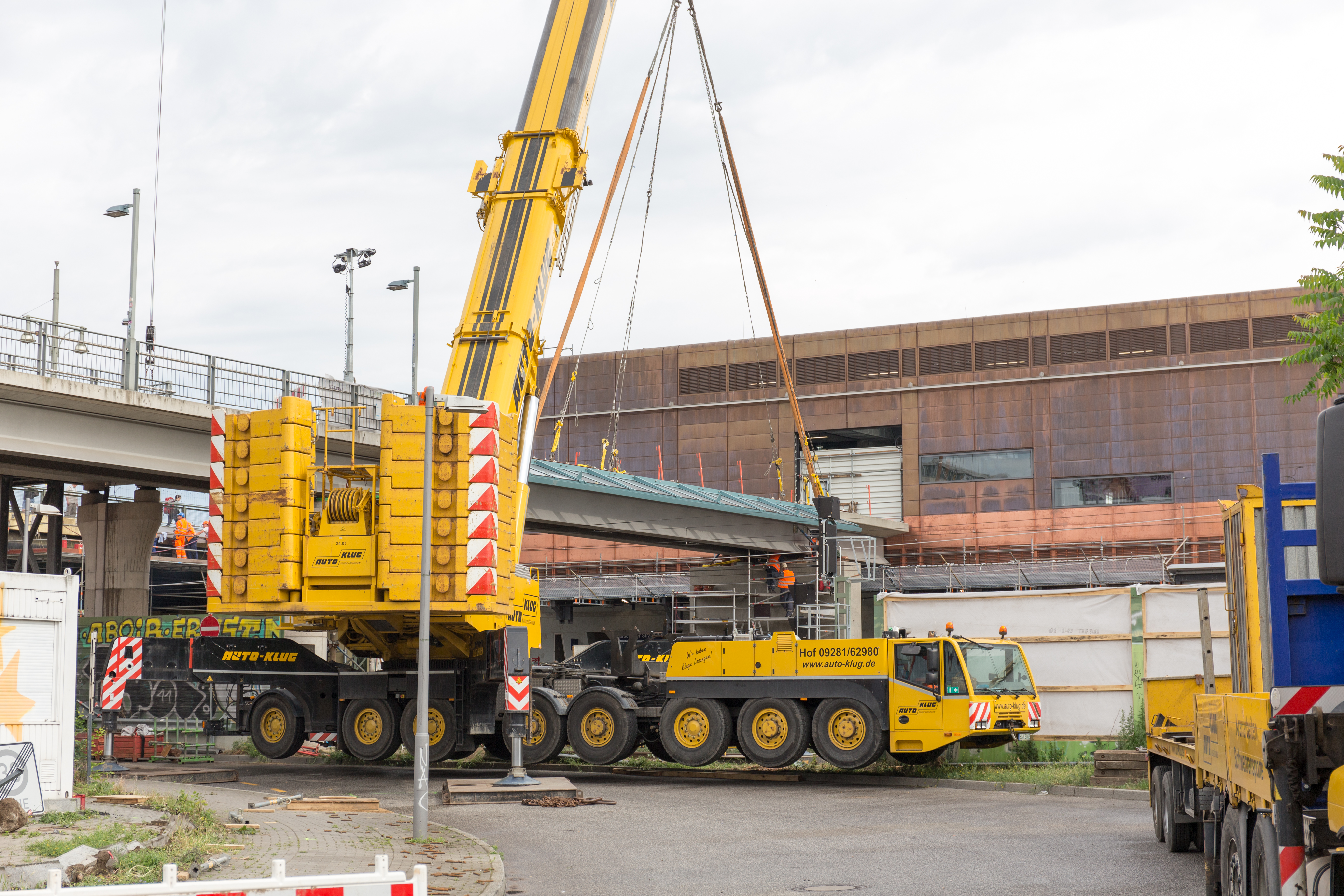
Einhub der Fußgängerbrücke, 2019

Ein seit längerer Zeit geplanter Neubau des Bahnhofs erfolgte im Zuge des Projektes zur Grunderneuerung des Bahnhofs Ostkreuz. Dabei wurden zwei Mittelbahnsteige, die seit dem Umbau der Gleisanlagen im Richtungsbetrieb bedient werden, errichtet, weiterhin sollten Rolltreppen und Aufzüge installiert werden. Zudem ließ der Berliner Senat den Fußgängersteg vom U-Bahnhof bis zum neuen Empfangsgebäude verlängern, um den Umsteigeweg zwischen S- und U-Bahn zu verkürzen.
Im März 2012 gingen die Bahnsteige B und C außer Betrieb und wurden anschließend zurückgebaut. Der Zugverkehr wurde ausschließlich über den Bahnsteig A (ehemals von und nach Erkner) abgewickelt. Am 13. Mai 2013 wurde die erste Bahnsteigkante des neu errichteten Bahnsteigs B in Betrieb genommen, am 7. Oktober 2014 das zweite Gleis dieses Bahnsteiges. Der Bahnsteig ist dabei nur provisorisch fertiggestellt worden. Im Anschluss wurde der Bahnsteig A abgebrochen und neu errichtet.
Die schon begonnenen Arbeiten für den Neubau des Empfangsgebäudes mussten 2015 wegen schwerwiegender Planungsfehler abgebrochen und einer Neuplanung unterzogen werden, ab August 2015 wurden sie dann fortgeführt. Das größere Gebäude erhielt nun eine Halle mit einer Länge von 35 Metern und einer Breite von 28 Metern, die die Warschauer Brücke in der Höhe um acht Meter überragt.
Am 21. August 2017 ging der neu errichtete südliche Bahnsteig A in Betrieb und wickelte zunächst den gesamten S-Bahn-Verkehr ab. Der Zugang erfolgte provisorisch durch die Baustelle des neuen Empfangsgebäudes. Der nördliche Bahnsteig B ging gleichzeitig außer Betrieb und wurde weiter umgebaut. Seit September 2017 erfolgt am Bahnsteig A die Zugabfertigung durch den Triebfahrzeugführer mittels Führerraum-Monitor (ZAT-FM).
Ursprünglich sollten im September 2018 die ersten Geschäfte im neuen Stationsgebäude öffnen, was nicht erreicht wurde. Im November 2018 sollte der nördliche Bahnsteig B fertiggestellt und zum Fahrplanwechsel Anfang Dezember 2018 in Betrieb gehen. Zum besagten Fahrplanwechsel wurde dann der Rohbau des Stationsgebäudes eröffnet und der zweite S-Bahnsteig in Betrieb genommen, wobei allerdings geplante Einrichtungen wie Aufzüge noch fehlten. Diese wie auch die Vermietungseinheiten im Bahnhofsgebäude sollten nunmehr im ersten Quartal 2019 fertiggestellt werden. Erst in der zweiten Jahreshälfte 2019 würden voraussichtlich die letzten Arbeiten abgeschlossen werden. Dieser Zeitplan konnte erneut nicht eingehalten werden – ein Eröffnungstermin konnte für 2020 nicht mehr genannt werden. Am 24. März 2021 gingen schließlich die beiden Aufzüge für den barrierefreien Zugang zu den Bahnsteigen in Betrieb. Eine Gesamtfertigstellung des Bahnhofsneubaus war weiterhin nicht absehbar, Ende 2021 waren die Bauarbeiten beendet.
Der Einhub der Fußgängerbrücke fand am 10. Juni 2019 statt, ihre Eröffnung erfolgte am 4. Dezember 2019. Die Brücke hat eine Gesamtlänge von rund 103 Metern und eine Breite von 3,40 Meter. Der Bau der neuen Brücke erfolgte in drei Bauabschnitten und kostete insgesamt 1,5 Millionen Euro. Dazu gehört auch eine Treppenanlage mit Aufzug und provisorischem Anschluss zur Warschauer Brücke. Dieses Provisorium wurde bis Ende Januar 2020 zurückgebaut. Bereits Anfang 2021 waren die ersten Bauabschnitte der Brücke sanierungsbedürftig. Die Fußgängerbrücke wird voraussichtlich ab April 2021 gesperrt[veraltet] – neben Belag und Gesimsen müssen auch Rohre und die Treppen zur Tamara-Danz-Straße erneuert werden.

### Kritik
Die massiven Bauverzögerungen werden von Fahrgästen, Presse und Politik immer wieder kritisiert. Eine ursprünglich bereits für 2010 avisierte Fertigstellung des Umbaus verschob sich wiederholt und konnte auch im Jahr 2020 nicht erreicht werden. Die neuen Bahnsteige waren mehrere Jahre nach Inbetriebnahme nicht barrierefrei zugänglich, da sich die Fertigstellung der Aufzüge ebenfalls wiederholt verzögerte. Auch wird die großflächige Verschmutzung und Vermüllung der neuen Station bemängelt. Obwohl sich der Bahnhof zum Drogenumschlagplatz entwickelte, zog die Deutsche Bahn die permanenten Nachtstreife nach einjähriger Testphase wieder ab. Nachdem auch eine zuletzt für September 2020 vorgesehene Fertigstellung nicht eingehalten werden konnte, sah sich die Deutsche Bahn inzwischen außerstande, einen endgültigen Inbetriebnahmetermin zu benennen.
Die Bahnsteige erhielten beim Neubau lediglich auf halber Länge eine Überdachung, während sie vor dem Umbau noch auf ganzer Länge überdacht waren. Auch wird kritisiert, dass die Bahnsteige trotz des hohen Reisendenaufkommens keinen Zugang von der Westseite der Warschauer Brücke erhalten.

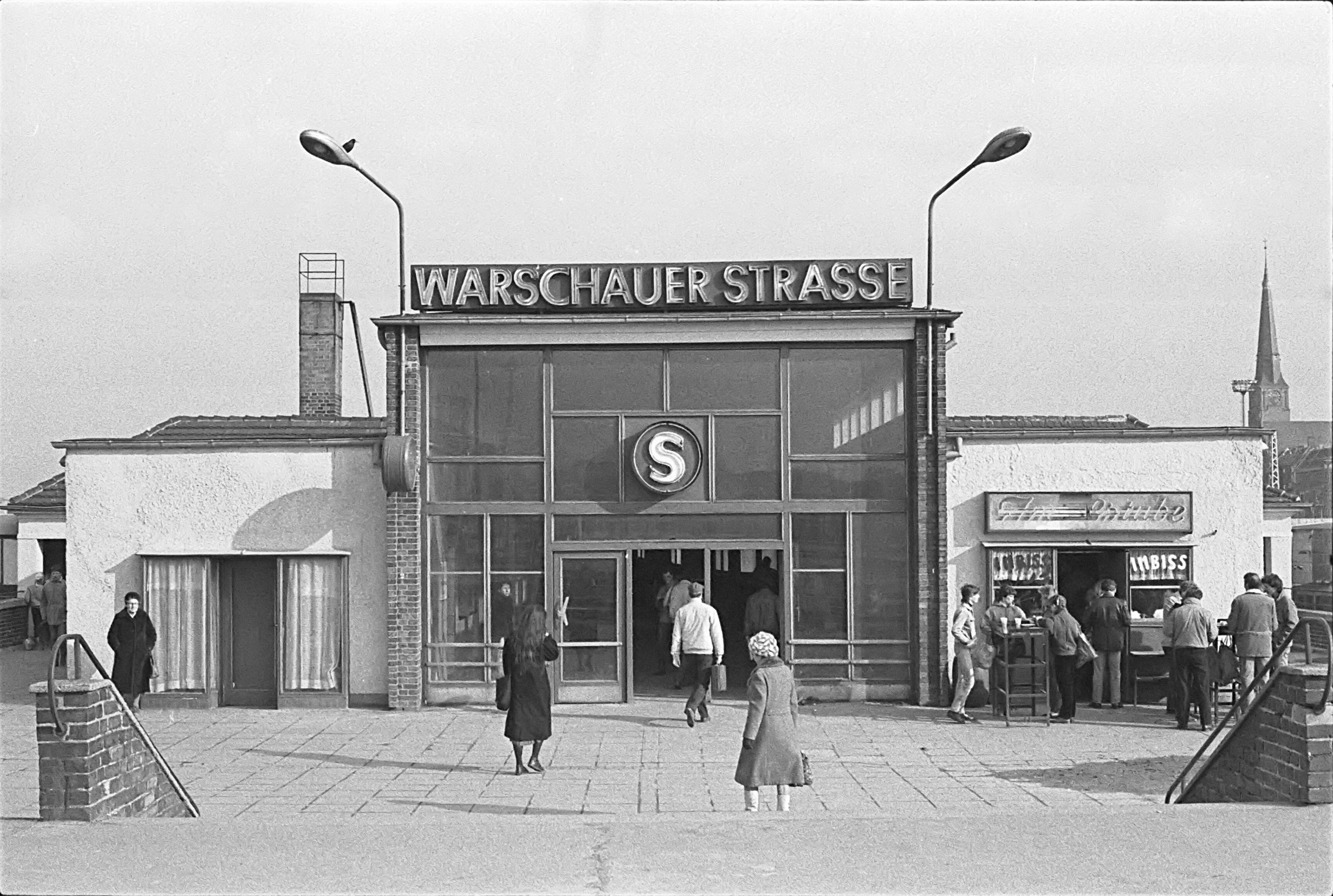
Mittlerweile abgerissenes Empfangsgebäude, 1987
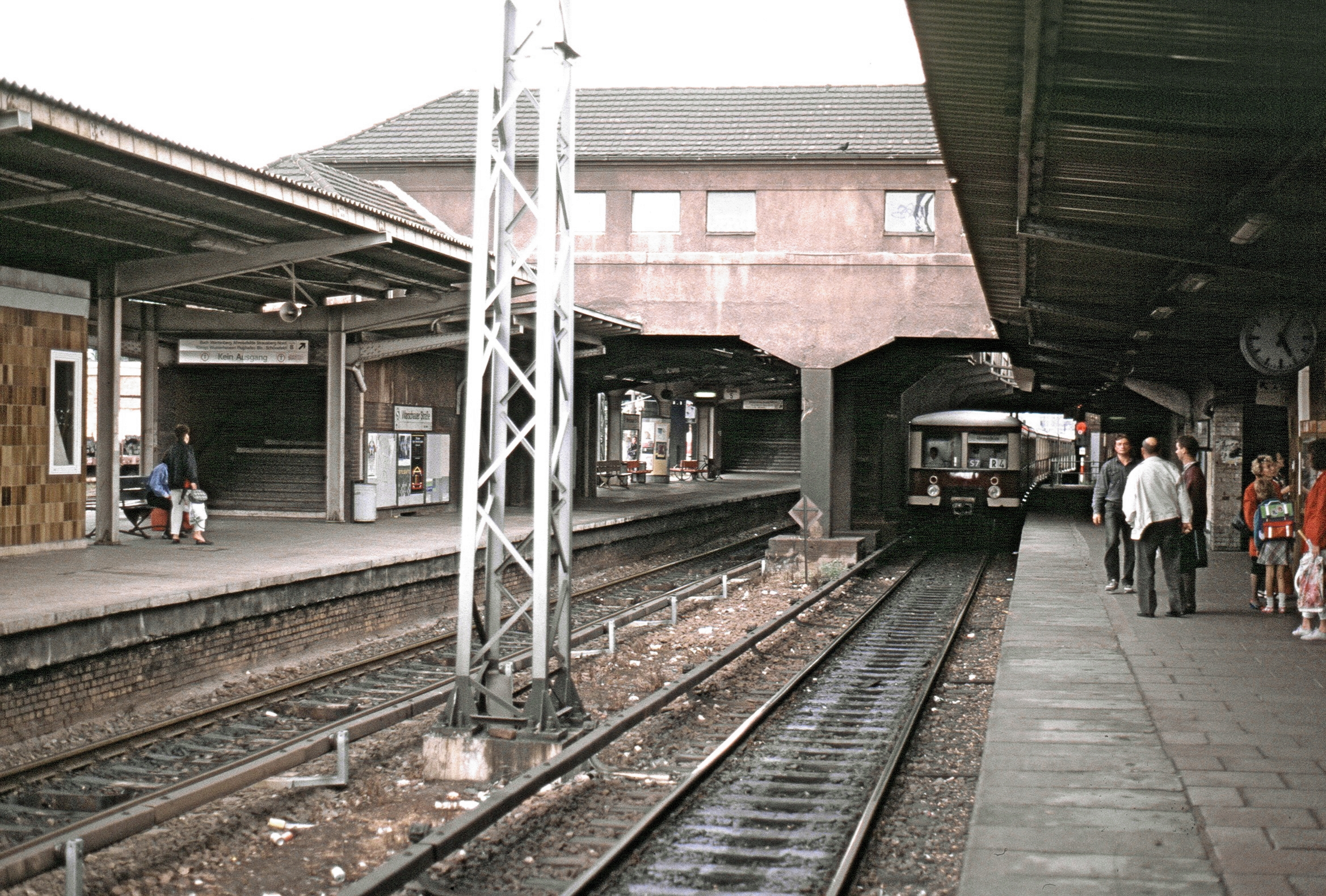
S-Bahnhof Warschauer Straße, links der Erkner-Bahnsteig, 1992
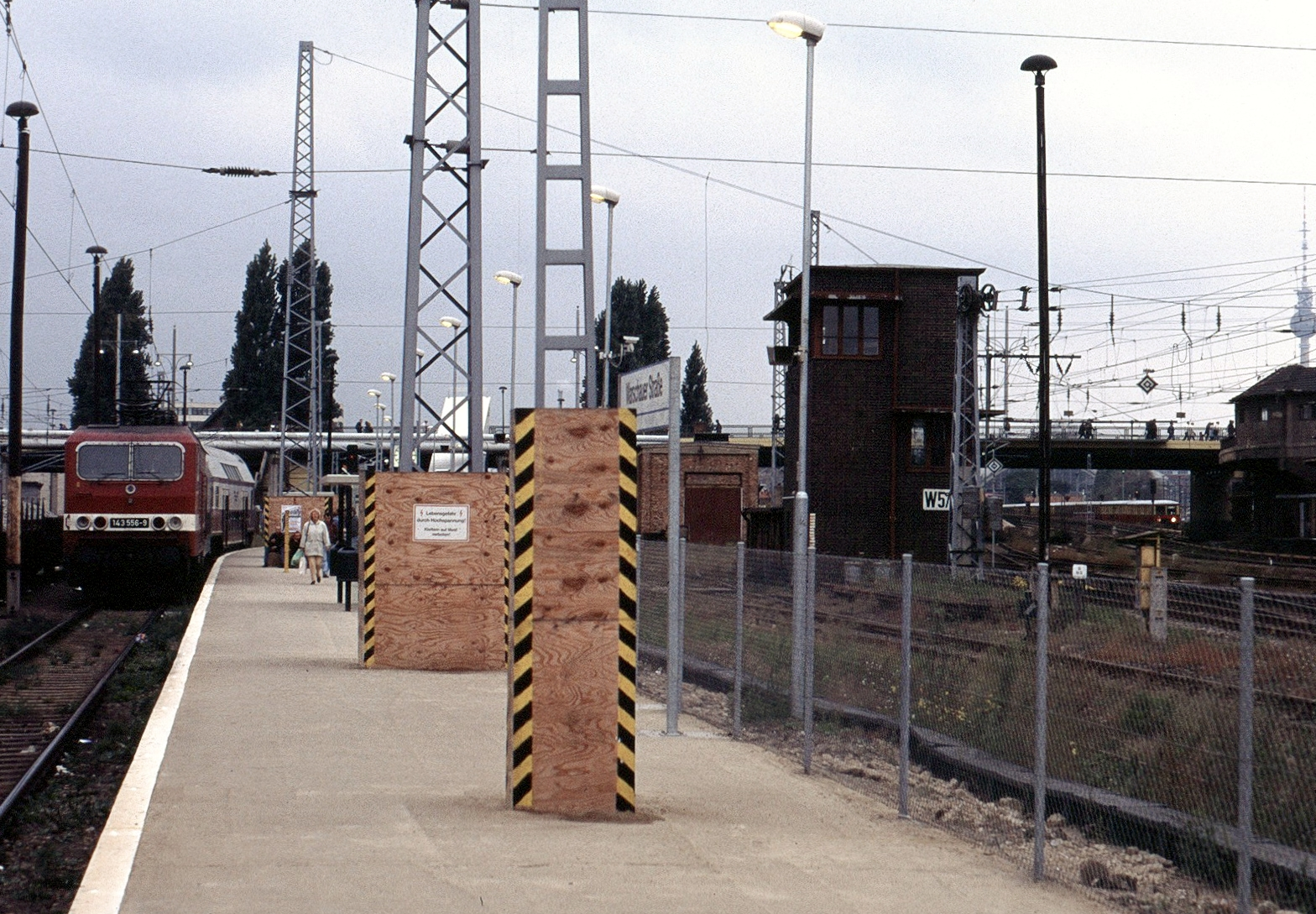
Temporärer Bahnsteig für Regionalzüge während der Sanierung der Stadtbahn, 1997
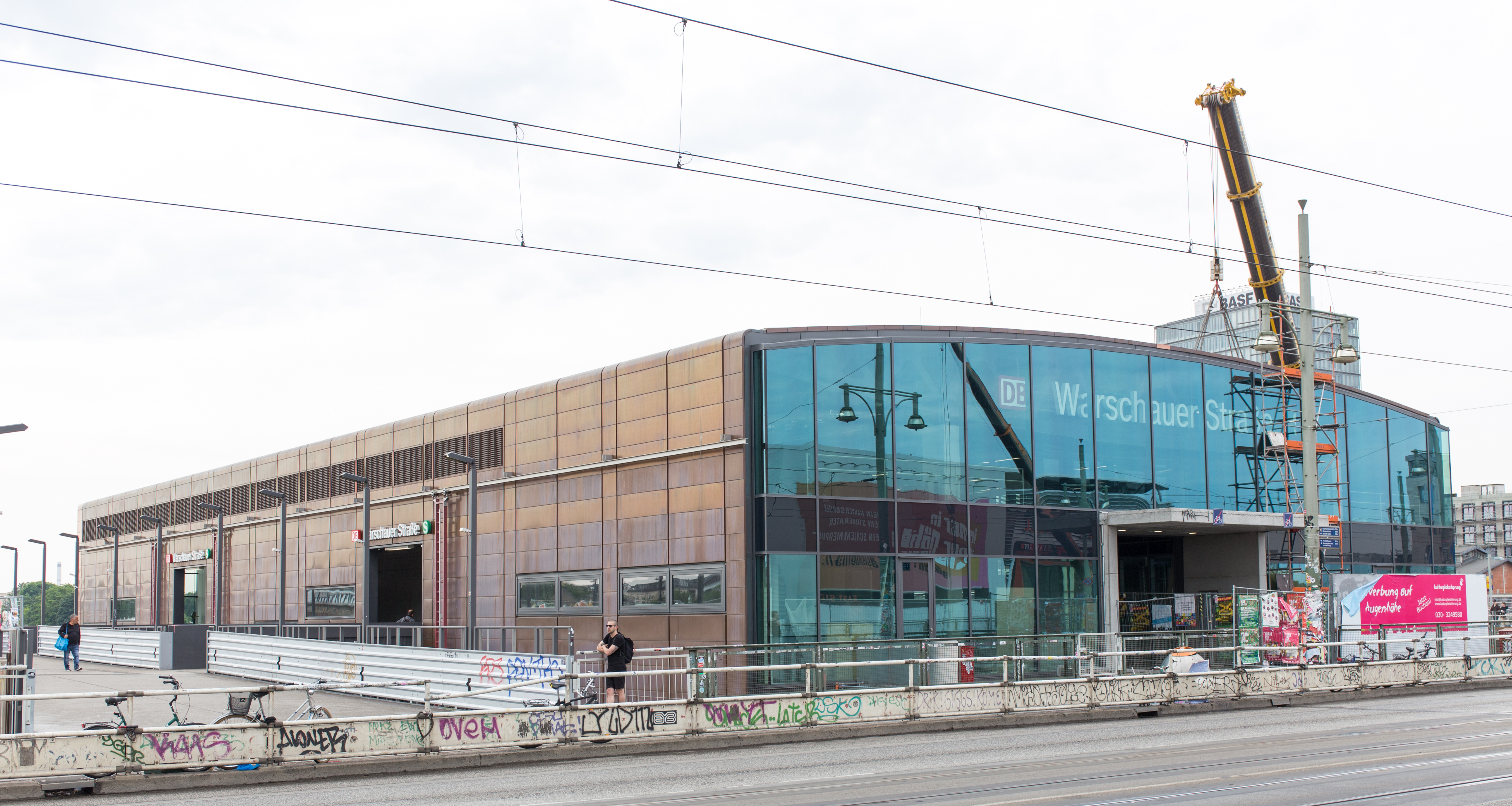
S-Bahnhof Warschauer Straße vom Westen aus gesehen
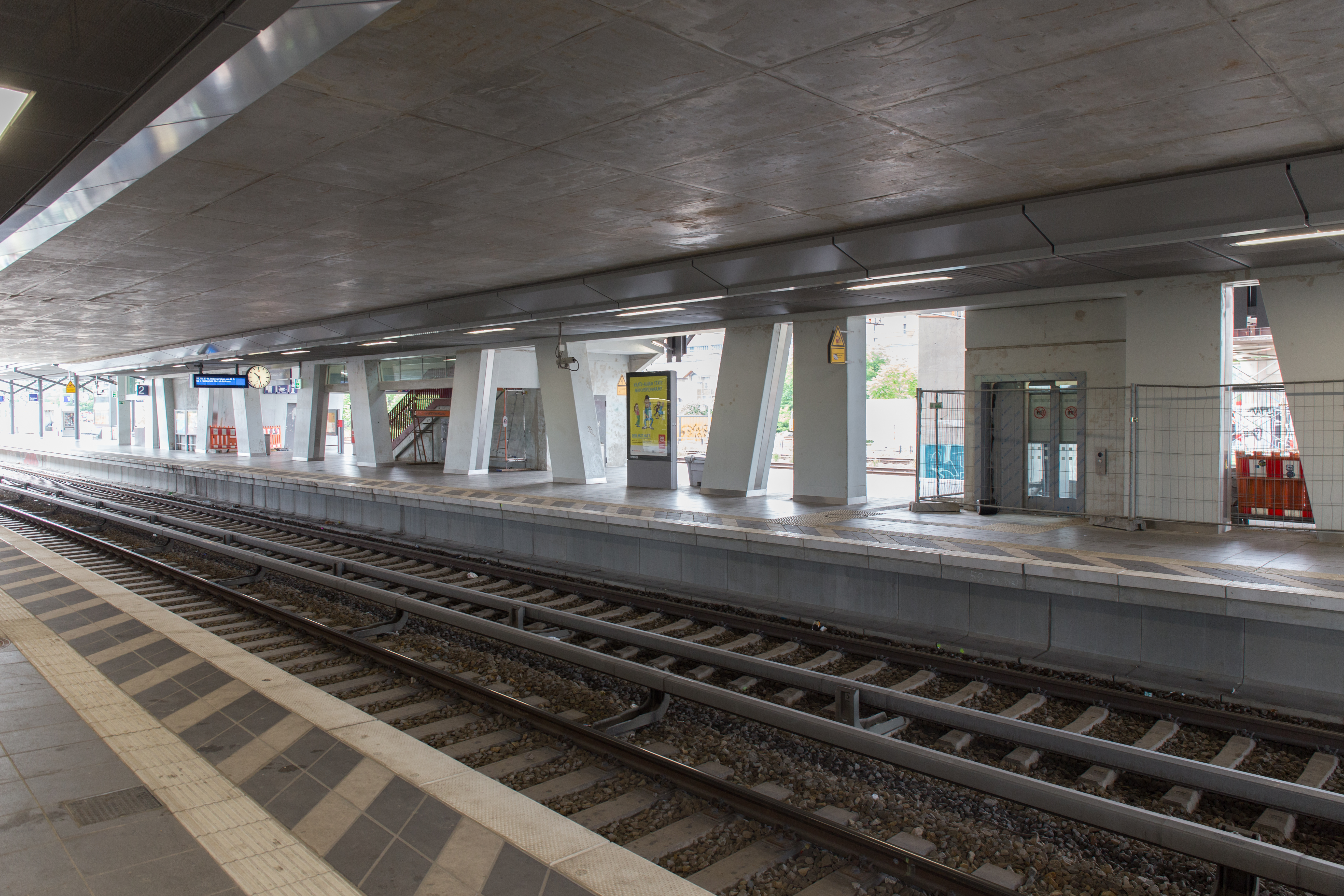
Blick auf den Bahnsteig Richtung Ostkreuz

## U-Bahnhof

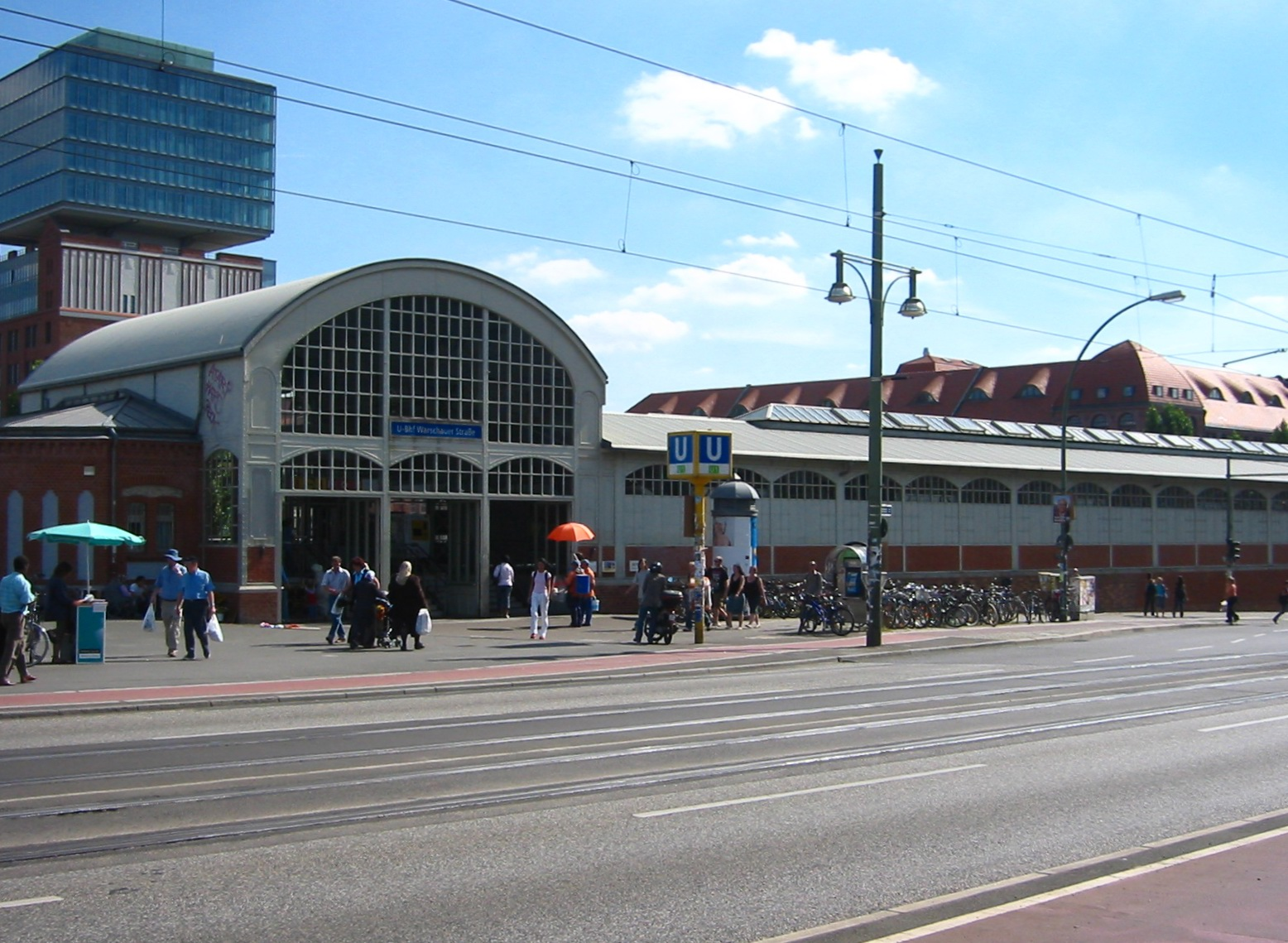
Hochbahnhof Warschauer Straße

Der U-Bahnhof an der Warschauer Brücke wurde nach Entwürfen des Konstruktionsbüros von Siemens & Halske errichtet und am 17. August 1902 in Betrieb genommen. Er ist Endbahnhof der ersten Berliner Hochbahnstrecke, der heutigen Linien U1 und U3, und besteht aus einem 360 Meter langen und 26 Meter breiten gemauerten Viadukt, in dessen Bögen Läden, Werkstätten und Geschäftsräume untergebracht wurden. Am Endbahnhof Warschauer Brücke befand sich auch die erste Werkstatt der Berliner Hoch- und Untergrundbahn. Die parallel zur Bahnstrecke gelegene viergleisige Halle wurde im Rahmen der Wiederöffnung des Bahnhofs im Jahr 1995 rekonstruiert und wird seitdem als überdachte Abstellanlage genutzt. Ebenfalls nur noch als Abstellhalle verwendet wird die achtgleisige Wagenhalle I, die 1909 im rechten Winkel zum Hochbahnhof entlang der Rudolfstraße erbaut wurde.
Am Ende des Zweiten Weltkriegs wurde der Bahnhof geschlossen; er ging erst am 14. Oktober 1945 wieder in Betrieb. Mit dem Mauerbau im Jahr 1961 wurde der Bahnhof erneut stillgelegt, da er als einziger Bahnhof der Strecke im Ostteil der Stadt lag. Die Räume wurden in Lagerräume umgewandelt, unter anderem für das Berliner Glühlampenwerk Narva.
Nach der deutschen Wiedervereinigung wurde der U-Bahnhof Warschauer Brücke nach denkmalpflegerischen Gesichtspunkten restauriert. Hierbei erfolgte auch ein Umbau der Gleisanlagen, sodass der Bahnhof statt vier nur noch drei Bahnsteiggleise behielt, diese aber für den Einsatz von 8-Wagen-Zügen verlängert wurden. Der Bahnhof ging am 14. Oktober 1995 wieder in Betrieb, als Umsteigebahnhof zum direkt nördlich gelegenen S-Bahnhof nun unter dessen Namen Warschauer Straße. Zunächst verkehrten die Züge abwechselnd als Linie U1 nach Krumme Lanke und als Linie U15 nach Uhlandstraße. Am 12. Dezember 2004 wurde die Strecke Nollendorfplatz – Krumme Lanke zur eigenständigen Linie U3, die U15 wurde in U1 umbenannt. Bei gegebenen Anlässen (z. B. bei Bauarbeiten) fährt zeitweise auch die Linie U12 in Richtung Ruhleben.
Die Verlängerung der U-Bahn-Strecke durch die Warschauer Straße zur Frankfurter Allee (heutiger U-Bahnhof Frankfurter Tor der U-Bahn-Linie U5) wurde 1914 konzessioniert, der Erste Weltkrieg und seine Folgen hinderten die Hochbahngesellschaft jedoch an der Ausführung. Im 2011 beschlossenen Berliner Stadtentwicklungsplan Verkehr bis 2025 ist diese Erweiterung nicht mehr vorgesehen. Pläne, den U-Bahnhof Warschauer Straße über den gleichnamigen S-Bahnhof zu verlegen, um das Umsteigen zu erleichtern, werden ebenfalls nicht weiter verfolgt. Lediglich die Verlängerung des Fußgängerstegs vom U-Bahnhof bis zum neuen Empfangsgebäude der S-Bahn wurde seitens des Berliner Senats geplant und inzwischen umgesetzt.
Die BVG unterbreitete 2015 dem Berliner Senat den Vorschlag, die U1 parallel zur Stadtbahn bis zum Bahnhof Ostkreuz zu verlängern. Die geforderten Bauvorbereitungen im Zuge des Umbaus des Ostkreuz wurden allerdings nicht in die Wege geleitet. Abweichend von anderen Projekten kam der Wunsch von der BVG, nicht aus der Politik. Deren Vertreter plädierten für eine Zurückstellung, da der Weiterbau zu viele Ressourcen binden würde. Nach der Wahl 2016 wurden alle U-Bahn-Projekte gestoppt und bevorzugt die Straßenbahn ausgebaut.
Direkt in der U-Bahn-Halle gibt es seit etwa 1991 ein an der Wand angebrachtes in Bronze gegossenes Wappen von Warschau. Es wird in einen Zusammenhang mit der Städtepartnerschaft zu Berlin gebracht.

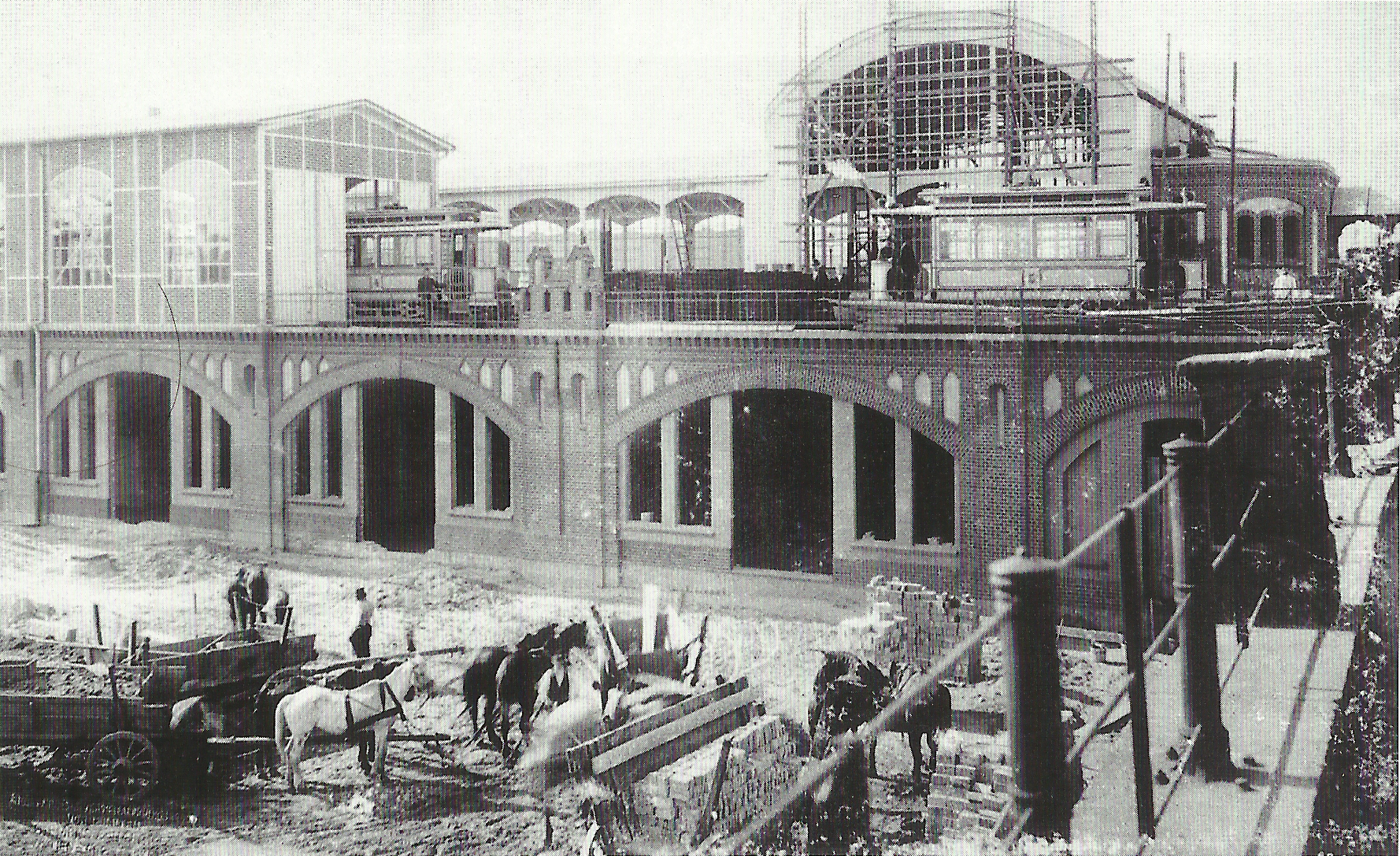
Eingangsbereich und Wagenhalle während des Baus, 1901
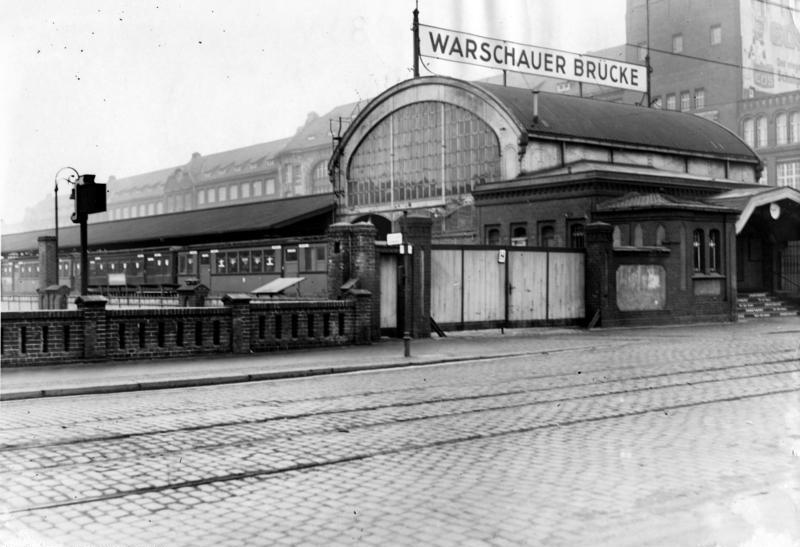
Eingang Rudolfstraße, 1932
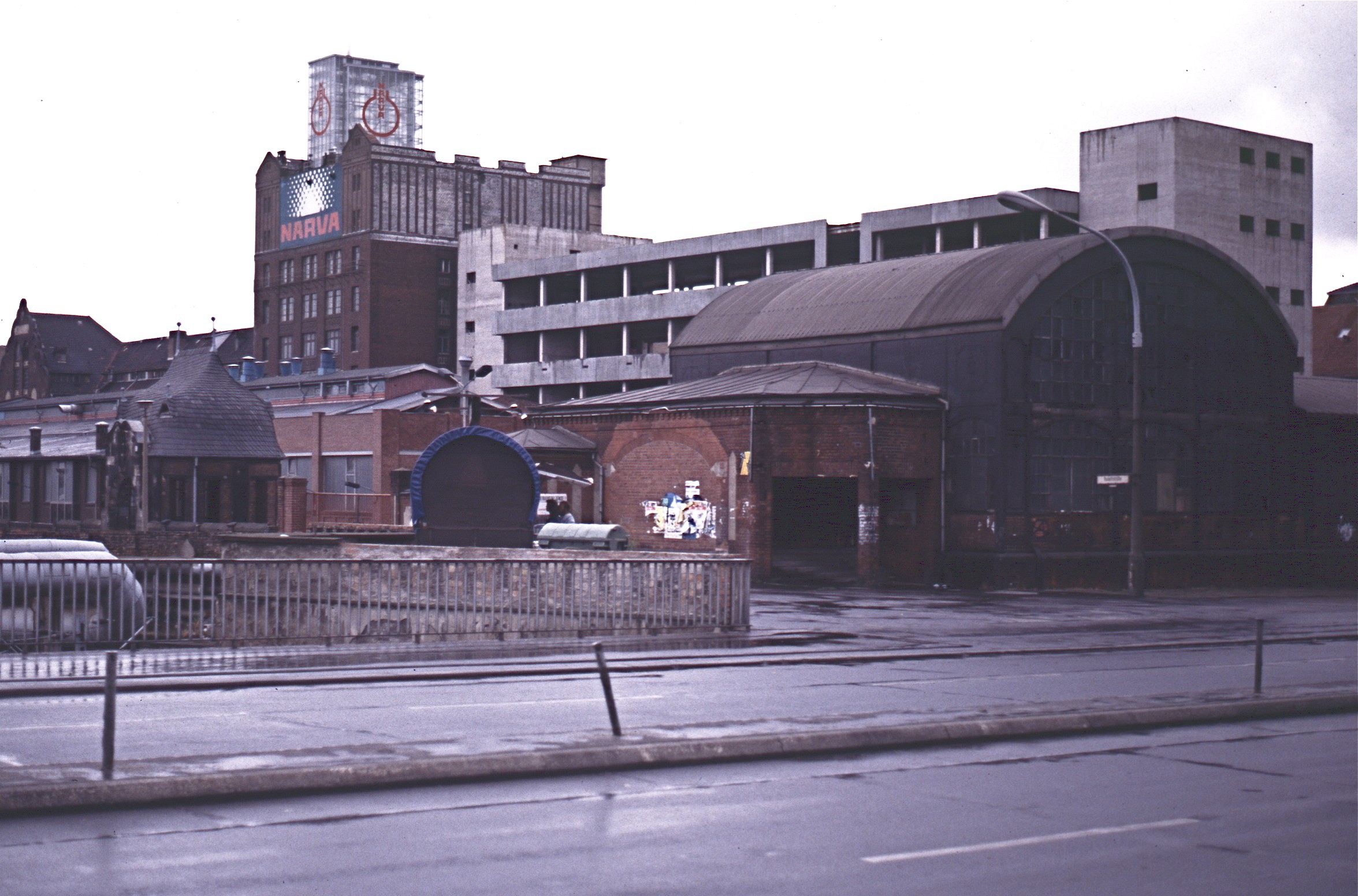
Während der Stilllegung 1961–1995
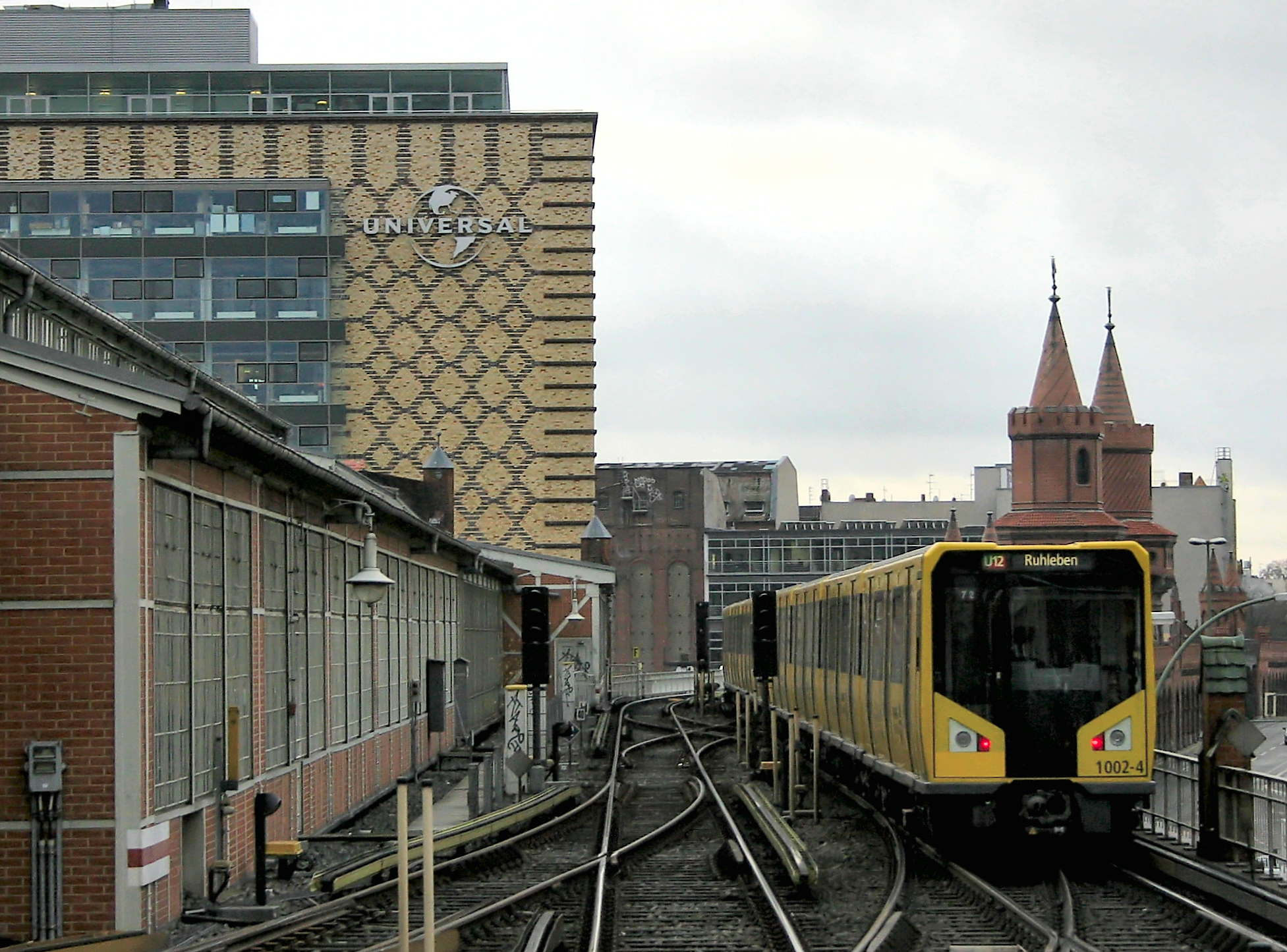
Zug der Linie U12 auf dem Viadukt, links die Werkstatthalle der ehemaligen Hochbahngesellschaft

## Straßenbahn

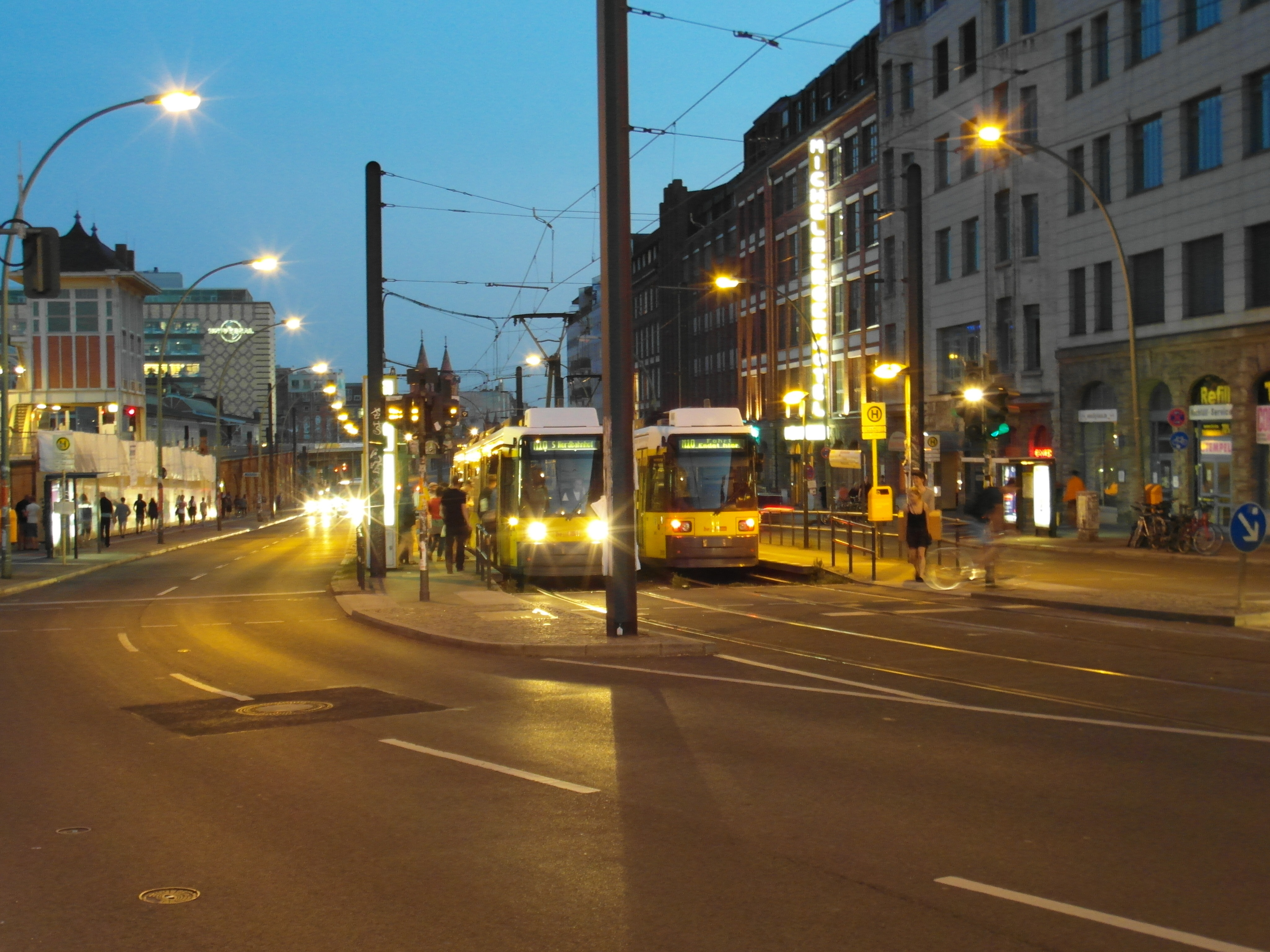
Endhaltestelle Warschauer Straße der M10

Die Straßenbahn auf der Warschauer Straße zwischen dem U-Bahnhof Warschauer Brücke und dem Zentralviehhof, bei der Eröffnung „Flachbahn“ genannt, ist insofern eine Besonderheit, als sie zunächst ebenfalls von der Hochbahngesellschaft betrieben wurde und nicht von einer der vielen Straßenbahngesellschaften. Ursprünglich sollte die Hochbahn durch die Warschauer Straße weiter nach Norden geführt werden. Dazu kam es jedoch nicht. Bedingt durch die Konfrontation zwischen Ost und West fuhr die Straßenbahn bereits seit 1953 nicht mehr über die Oberbaumbrücke, ein Übergang war allerdings noch möglich. Deshalb ließen die Ost-Berliner Verkehrsbetriebe um die Revaler Straße, also nördlich des Bahnhofs Warschauer Straße, eine Wendeschleife für die Straßenbahn anlegen, sodass auf den Einsatz von Zweirichtungsstraßenbahnen verzichtet werden konnte.
Mit dem Fall der Mauer und der Wiedervereinigung Berlins und Deutschlands nahm der Berliner Senat auch wieder die Pläne auf, das Straßenbahnnetz in Richtung West-Berlin auszudehnen. Als einen ersten Schritt ließ der Senat zum 18. Mai 2000 die Straßenbahnstrecke von der Warschauer Straße über die Brücke bis zum U-Bahnhof führen. Die BVG ließ hier eine Stumpfendstelle als Zwischenlösung bauen, da ein rascher Weiterbau der Strecke in Richtung Hermannplatz geplant war. Bedingt durch die Finanzschwierigkeiten des Landes Berlin sind diese Pläne zunächst verschoben, der Einsatz von Zweirichtungsstraßenbahnen ist daher nun unabdingbar geworden.

## Linienübersicht
Der Bahnhof wird von den S-Bahn-Linien S3, S5, S7, S75 und S9 sowie den U-Bahn-Linien U1 und U3 bedient. Weiterer Nahverkehr bedient den Bahnhof südlich der Warschauer Brücke (genannt: S+U-Bahnhof) und/oder nördlich davon (Helsingforser Platz, S-Bahnhof, Revaler Straße). Neben den Straßenbahnlinien M10 in Richtung Prenzlauer Berg und M13 in Richtung Lichtenberg bestehen auch Umsteigemöglichkeiten zu den Omnibuslinien 300 und 347 zur Erschließung der Wohngebiete bis Ostbahnhof, Ostkreuz und Stralau. Die Nachtbuslinie N1 fährt parallel zur Trasse der U1 vom Helsingforser Platz über Nollendorfplatz zum Zoologischen Garten.

### S-Bahn und U-Bahn
| Linie | Streckenverlauf | Takt in der HVZ |
| ----- | --- | --------------- |
|       | Spandau – Stresow – Pichelsberg – Olympiastadion – Heerstraße – Messe Süd – Westkreuz – Charlottenburg – Savignyplatz – Zoologischer Garten – Tiergarten – Bellevue – Hauptbahnhof – Friedrichstraße – Hackescher Markt – Alexanderplatz – Jannowitzbrücke – Ostbahnhof – Warschauer Straße – Ostkreuz – Rummelsburg – Betriebsbahnhof Rummelsburg – Karlshorst – Wuhlheide – Köpenick – Hirschgarten – Friedrichshagen – Rahnsdorf – Wilhelmshagen – Erkner                 | 10 min          |
|       | Westkreuz – Charlottenburg – Savignyplatz – Zoologischer Garten – Tiergarten – Bellevue – Hauptbahnhof – Friedrichstraße – Hackescher Markt – Alexanderplatz – Jannowitzbrücke – Ostbahnhof – Warschauer Straße – Ostkreuz – Nöldnerplatz – Lichtenberg – Friedrichsfelde Ost – Biesdorf – Wuhletal – Kaulsdorf – Mahlsdorf – Birkenstein – Hoppegarten – Neuenhagen – Fredersdorf – Petershagen Nord – Strausberg – Hegermühle – Strausberg Stadt – Strausberg Nord         | 10 min          |
|       | Potsdam Hauptbahnhof – Babelsberg – Griebnitzsee – Wannsee – Nikolassee – Grunewald – Westkreuz – Charlottenburg – Savignyplatz – Zoologischer Garten – Tiergarten – Bellevue – Hauptbahnhof – Friedrichstraße – Hackescher Markt – Alexanderplatz – Jannowitzbrücke – Ostbahnhof – Warschauer Straße – Ostkreuz – Nöldnerplatz – Lichtenberg – Friedrichsfelde Ost – Springpfuhl – Poelchaustraße – Marzahn – Raoul-Wallenberg-Straße – Mehrower Allee – Ahrensfelde        | 10 min          |
|       | (Ostbahnhof –) Warschauer Straße – Ostkreuz – Nöldnerplatz – Lichtenberg – Friedrichsfelde Ost – Springpfuhl – Gehrenseestraße – Hohenschönhausen – Wartenberg | 10 min          |
|       | Spandau – Stresow – Pichelsberg – Olympiastadion – Heerstraße – Messe Süd – Westkreuz – Charlottenburg – Savignyplatz – Zoologischer Garten – Tiergarten – Bellevue – Hauptbahnhof – Friedrichstraße – Hackescher Markt – Alexanderplatz – Jannowitzbrücke – Ostbahnhof – Warschauer Straße – Treptower Park – Plänterwald – Baumschulenweg – Schöneweide – Johannisthal – Adlershof – Altglienicke – Grünbergallee – Schönefeld (bei Berlin) – Waßmannsdorf – Flughafen BER | 20 min          |
|       | Uhlandstraße – Kurfürstendamm – Wittenbergplatz – Nollendorfplatz – Kurfürstenstraße – Gleisdreieck – Möckernbrücke – Hallesches Tor – Prinzenstraße – Kottbusser Tor – Görlitzer Bahnhof – Schlesisches Tor – Warschauer Straße | 10 min          |
|       | Warschauer Straße – Schlesisches Tor – Görlitzer Bahnhof – Kottbusser Tor – Prinzenstraße – Hallesches Tor – Möckernbrücke – Gleisdreieck – Kurfürstenstraße – Nollendorfplatz – Wittenbergplatz – Augsburger Straße – Spichernstraße – Hohenzollernplatz – Fehrbelliner Platz – Heidelberger Platz – Rüdesheimer Platz – Breitenbachplatz – Podbielskiallee – Dahlem-Dorf – Freie Universität (Thielplatz) – Oskar-Helene-Heim – Onkel Toms Hütte – Krumme Lanke            | 05 min          |

### Straßenbahn und Bus
| Linie | Verlauf |
| ----- | --- |
| M10   | U Turmstraße ← S+U Hauptbahnhof – Friedrich-Ludwig-Jahn-Sportpark – S Warschauer Straße – S+U Warschauer Straße |
| M13   | Virchow-Klinikum → S Warschauer Straße/← Revaler Straße |
| 300   | Philharmonie Süd – S+U Potsdamer Platz – U Mohrenstraße – U Unter den Linden – Staatsoper – U Museumsinsel – U Rotes Rathaus – S+U Alexanderplatz/Gudrunstraße – S+U Jannowitzbrücke – S Ostbahnhof – S+U Warschauer Straße |
| 347   | S Ostbahnhof – S+U Warschauer Straße – S Ostkreuz – Alt-Stralau |
| N1    | Helsingforser Platz – S+U Warschauer Straße – U Wittenbergplatz – S+U Zoologischer Garten ← Hertzallee |